# Angelo Giusti (fantino)
Angelo Giusti detto Ciocio (Rapolano Terme, 1762 circa – Siena, 2 febbraio 1799) è stato un fantino italiano.
Riportò otto successi su quarantuno partecipazioni al Palio di Siena, cogliendo un "cappotto personale" nel 1877.
Nella sua carriera, interrotta precocemente dalla morte a neanche quarant'anni di età, Ciocio realizzò alcuni record tuttora imbattuti.
Anzitutto, è l'unico fantino ad aver vinto i primi tre Palii disputati consecutivamente e il primo di cui sia accertata la vittoria con il cavallo scosso.
Con Caino e il Gobbo Chiarini, è uno dei tre soli fantini che abbiano corso almeno una volta per tutte le contrade di Siena.
Inoltre, insieme a Biggèri e a Folaghino, è uno dei tre soli fantini, tra quelli che abbiano disputato più Palii e di cui siano accertate con esattezza tutte le partecipazioni in Piazza del Campo, che abbiano vinto sia il primo che l'ultimo Palio della propria carriera.
Infine, con la vittoria ottenuta il 18 agosto 1776 per il Leocorno, pose fine al più lungo digiuno di successi della storia da parte di una contrada: 72 anni e 2 giorni.
Ciocio era fratello di un altro fantino, Marco Giusti detto Marcaccio, che corse 21 Palii senza mai affermarsi.

## Carriera
Nato a Rapolano Terme, figlio di un domatore di cavalli originario di Ambra (nel comune di Bucine), Ciocio debuttò con il giubbetto del Leocorno al Palio il 18 agosto 1776. La carriera d'esordio si concluse con la vittoria, che consentì alla contrada di Pantaneto di interrompere un ultrasettantennale digiuno, perdurante dal 16 agosto 1702. 
L'anno seguente Ciocio conquistò un "cappotto personale", trionfando a luglio per il Valdimontone e ad agosto per il Nicchio.
Meno fortunati furono i sei anni a seguire, anche per l'arrivo di altri grandi fantini quali Biggèri e, soprattutto, Dorino, che sarebbe stato uno dei principali rivali del Giusti durante il resto della sua carriera.
Il 16 agosto 1784 giunse la quarta vittoria di Ciocio, stavolta con giubbetto della Torre, all'esito di un Palio quanto mai contestato. Una prima mossa era annullata solo al secondo giro, con l'Aquila nettamente prima, provocando le vive proteste dei relativi dirigenti. Dopo la nuova partenza, Ciocio cadde alla seconda curva di San Martino, tuttavia senza allontanarsi dal posto. Al terzo passaggio alla medesima curva, vedendo il cavallo torraiolo prossimo a fermarsi o a uscire di pista, Ciocio gli assestò alcuni colpi di nerbo sufficienti a fargli riprendere la corsa. L'animale finì per superare la Giraffa, fino a quel momento in testa con Nacche, giungendo primo alla conclusione del Palio. Ne nacque un tafferuglio tra i torraioli e i giraffini, sostenendo questi ultimi che il fantino, una volta caduto, non potesse più toccare il cavallo, ma i giudici della vincita assegnarono il Palio alla Torre.
La carriera del Giusti proseguì con regolarità negli anni seguenti, delineandone un carattere incline a quelle che vennero definite dai cronisti dell'epoca come "birbonate": bravura e abilità erano affiancate a doppiogiochismi, infedeltà, tradimenti e persino violenza. 
Ne fornì dimostrazione il Palio del 2 luglio 1788, al quale Ciocio partecipò con il giubbetto della Pantera. Alla mossa si trovò di fianco a Dorino, al tempo già autore di sette vittorie e fantino della favorita Lupa. Approfittando della vicinanza a Dorino anche di Marcaccio, Ciocio al momento della mossa saltò direttamente sul rivale, disarcionandolo da cavallo. Mentre Marcaccio percorse in senso inverso la lizza per afferrare e condurre fuori dalla Piazza il barbero lupaiolo, Ciocio e Dorino si azzuffarono così violentemente che dovette intervenire la Truppa Civica a dividerli. I due fantini furono subito tradotti in carcere, soprattutto per evitare che l'uno cercasse vendetta sull'altro nelle ore successive al Palio.
La portata dell'episodio fu tale che a partire dal successivo Palio del 18 agosto 1788 l'ordine d'ingresso al canape delle contrade, fino a quel momento noto anche prima, sarebbe stato tenuto segreto fino al momento della distribuzione dei nerbi.
Dorino ebbe la sua rivincita su Ciocio nel 1790: a luglio vinse il Palio per l'Onda, dopo che il Giusti aveva condotto la carriera per due giri per la Giraffa; ad agosto, nella Tartuca, Dorino ebbe la meglio su Ciocio, portacolori del Bruco, al termine di un duello a nerbate.
Il 2 luglio 1791 giunse, tuttavia, la quinta vittoria di Ciocio, la sua seconda per il Nicchio, approfittando di una caduta generale alla prima curva di San Martino, che coinvolse sei contrade. 
Al successivo Palio di agosto, Ciocio, che correva per la Civetta, mancò per una clamorosa ingenuità il secondo cappotto personale. Anziché, come di consueto, di fronte al palco dei giudici, la fine della carriera era stata eccezionalmente fissata pochi metri più avanti, dinanzi al Casino dei Nobili, dal quale assistevano alla carriera il granduca di Toscana Ferdinando III e la consorte Luisa Maria Amalia. Ciocio giunse per primo davanti al palco dei giudici, ma, probabilmente per l'abitudine e la concitazione del momento, rallentò la corsa del proprio cavallo, sicuro di aver vinto. Fu proprio Dorino, che lo seguiva con il giubbetto del Bruco, a sopravanzarlo in dirittura d'arrivo.
Il 2 luglio 1792 fu ancora Ciocio, quale fantino del Nicchio, ad avere la peggio nella lotta con Dorino, che vinse il Palio per il Bruco dopo averlo superato al secondo giro.
Ad agosto, Ciocio passò proprio nel Bruco, ma ancora una volta a vincere fu Dorino, portacolori del Montone. Malgrado un cavallo più veloce, Ciocio non sembrò mai tentare il sorpasso dell'avversario e dopo la corsa i brucaioli, delusi dal mancato cappotto e dal verosimile tradimento, lo presero a bastonate.
A luglio del 1793 Ciocio tornò a indossare il giubbetto della Torre: in corsa, ingaggiò uno scontro a nerbate con Mattio, fantino dell'Istrice, ma questi, malgrado i numerosi colpi ricevuti da Ciocio, risultò vincitore grazie anche alla superiorità del proprio cavallo.
Ad agosto, fu proprio Ciocio a correre sul miglior barbero e stavolta, per la favorita l'Oca, colse la sesta vittoria al termine di un Palio dominato fin dalle prime battute.
Deludente fu il 1794, quando Ciocio raccolse due secondi posti sia a luglio per la Torre (venendo preceduto da Mattio nella Giraffa) che ad agosto per la Chiocciola (battuto ancora da Dorino nella Selva).
Anche i due anni a seguire furono infruttosi per Ciocio. In particolare, alla carriera del 16 agosto 1796, nel Montone, fu ostacolato dal fantino lecaiolo Gigi Bestia, caduto al primo San Martino ma che, pur doppiato, era rientrato in corsa al secondo giro. 
Ciocio seppe subito riscattarsi il 2 luglio 1797 per la Tartuca, quando vinse approfittando della rottura delle briglie del cavallo della favorita Lupa, che impedì al relativo fantino Biggèri, pur partito primo, di girare alla curva di San Martino. Riguardo tale carriera, lo storico del Palio Antonio Francesco Bandini riporta che fu l'unica in cui Ciocio non fece "birbonate".
Nel 1798 Ciocio, con il giubbetto della Chiocciola, conquistò, conducendolo fin dalla mossa, il Palio del 16 agosto, corso come recupero di quello di Provenzano, non disputato nella canonica data del 2 luglio per il terremoto che aveva colpito Siena il 26 maggio di quell'anno.
L'ottava vittoria, tuttavia, coincise con l'ultimo Palio della sua carriera, poiché Ciocio morì a Siena il 2 febbraio dell'anno seguente. 

## Presenze al Palio di Siena
Le vittorie sono evidenziate ed indicate in neretto.
| Palio           | Contrada     | Cavallo                  | Note   |
| --------------- | ------------ | ------------------------ | ------ |
| 18 agosto 1776  | Leocorno     | Grigio di G. Santini     |        |
| 2 luglio 1777   | Valdimontone | Grigio di G. Santini     |        |
| 16 agosto 1777  | Nicchio      | Grigio di G. Santini     |        |
| 2 luglio 1778   | Pantera      | Grigio di G. Santini     |        |
| 17 agosto 1778  | Giraffa      | Sauro di A. Ponziani     |        |
| 2 luglio 1779   | Lupa         | Grigio di G. Casini      |        |
| 16 agosto 1779  | Valdimontone | Baio di A. Pallini       |        |
| 2 luglio 1780   | Selva        | Morello di L. Dei        |        |
| 16 agosto 1780  | Selva        | Morello di L. Dei        |        |
| 2 luglio 1781   | Onda         | Grigio di G. Casini      |        |
| 16 agosto 1781  | Aquila       | Baio di G. Gigli         |        |
| 2 luglio 1782   | Istrice      | Baio di G. Pozzesi       |        |
| 16 agosto 1782  | Chiocciola   | Grigio di P. Bardi       |        |
| 2 luglio 1783   | Tartuca      | Morello di A. Seti       |        |
| 18 agosto 1783  | Civetta      | Morello di G. Pignotti   |        |
| 2 luglio 1784   | Nicchio      | Morello di L. Dei        |        |
| 16 agosto 1784  | Torre        | Sauro di T. Palagi       | scosso |
| 2 luglio 1785   | Drago        | Baio di G. Ceccarelli    |        |
| 17 agosto 1785  | Giraffa      | Baio di M. Morichelli    |        |
| 2 luglio 1786   | Aquila       | Baio di S. Felloni       |        |
| 2 luglio 1787   | Selva        | Baio di S. Ceccarelli    |        |
| 16 agosto 1787  | Istrice      | Baio di G. Panichi       |        |
| 2 luglio 1788   | Pantera      | Roano di F. Carli        |        |
| 2 luglio 1789   | Torre        | Baio di P. Bini          |        |
| 18 agosto 1789  | Leocorno     | Morello di G. Batazzi    |        |
| 2 luglio 1790   | Giraffa      | Baio di L. Dei           |        |
| 16 agosto 1790  | Bruco        | Morello di B. Ricci      |        |
| 2 luglio 1791   | Nicchio      | Morello di V. Coppi      |        |
| 16 agosto 1791  | Civetta      | Baio di C. Capannini     |        |
| 2 luglio 1792   | Nicchio      | Baio di B. Ricci         |        |
| 16 agosto 1792  | Bruco        | Baio di L. Faleri        |        |
| 2 luglio 1793   | Torre        | Morello di B. Ricci      |        |
| 16 agosto 1793  | Oca          | Grigio di A. Giusti      |        |
| 3 luglio 1794   | Torre        | Morello di C. Brandani   |        |
| 16 agosto 1794  | Chiocciola   | Morello di A. Toti       |        |
| 2 luglio 1795   | Onda         | Morello di G. Baldini    |        |
| 17 agosto 1795  | Pantera      | Morello di B. Ricci      |        |
| 16 agosto [1796 | Valdimontone | Grigio di A. Magneschi   |        |
| 2 luglio 1797   | Tartuca      | Morello di S. Ceccarelli |        |
| 16 agosto 1797  | Torre        | Baio di G. Righi         |        |
| 16 agosto 1798  | Chiocciola   | Morello di S. Ceccarelli |        |